# 張進達
張進達（1933年12月8日—2020年7月19日），越南律師、政客，曾當選越南共和國參議員。天主教徒。1975年越南共和國政權滅亡後，以難民身份離開國家，定居美國，後成爲房地產經紀人。

## 生平
1933年12月8日，出生於越南北方太平。
1957年，於西貢大學院法學院取得法律執照。1960年至1961年任西貢初審法院治安法官、副檢察官。1961年至1962年，任邊和勞動法院審判長。1962年至1966年，任平陽、安川擴權治安法院審判長。
1966年至1967年，擔任立憲國會祕書長。
1967年9月3日，當選越南共和國參議員。後又再次擔任1970年至1976年任期的參議員。張進達對於國家存在的腐敗進行了激烈的批評，他在1972年向《紐約時報》表示，腐敗已經成爲一項“國家政策”。1974年，他指控六名高級軍事將領通過戰爭牟利，並呼籲總統阮文紹將這些將領撤職。
1975年西貢淪陷前，張進達將自己的家人送至安全地帶，自己回到了城市中。後來以隨身攜帶的手錶和鋼筆爲代價，乘上了接受難民的漁船，並成功轉移到美國軍艦上，離開了國家。
2020年7月19日，在加利福尼亞州优洛县伍德兰逝世。

## 著作
- 翻譯米洛万·吉拉斯《新階級》一書（1958年）[1]
- 《憲法注釋》（1967年）[1]